# Sylwia Żakowska-Biemans
Sylwia Elżbieta Żakowska-Biemans (ur. 3 stycznia 1968 w Sochaczewie) – polska dr hab. inż. technolog żywności i żywienia. Adiunkt Szkoły Głównej Gospodarstwa Wiejskiego w Warszawie (SGGW).

## Życiorys
Absolwentka inżynierii ogrodnictwa Szkoły Głównej Gospodarstwa Wiejskiego w Warszawie (1991). Następnie zatrudniona w tejże od 1992 na stanowisku asystenta. Po uzyskaniu stopnia doktora (2002) awansowała na stanowisko adiunkta. W roku 1995 uzyskała stypendium naukowe na staż naukowy w Wageningen University & Research w Holandii. 
Obecnie pracuje na stanowisku adiunkta w Katedrze Badań Rynku Żywności i Konsumpcji Wydziału Żywienia Człowieka Szkoły Głównej Gospodarstwa Wiejskiego w Warszawie. W swojej pracy naukowej specjalizuje się w badaniach marketingowych, zachowaniach konsumenckich, jakości żywności, obszarem dot. spraw rolnictwa ekologicznego, zachowania konsumentów, żywności tradycyjnej, żywienia człowieka, marketingu oraz żywności ekologicznej.

## Publikacje
Sylwia Żakowska-Biemans jest autorką licznych publikacji z zakresu technologii żywienia oraz zachowań konsumenckich na rynku żywności konwencjonalnej oraz ekologicznej.    
- Współautorka książki: Wprowadzenie do rolnictwa ekologicznego, Józef Tyburski, Sylwia Żakowska-Biemans, Warszawa 2007 r. ISBN 978-83-7244-874-3

## Nagrody i wyróżnienia
- 2005 i 2010 - nagroda indywidualna III stopnia Rektora SGGW;
- 2006 i 2009 - dyplom uznania;
- 2016 - Srebrny Krzyż Zasługi;
- 2018 - wyróżnienie Rektora SGGW[4].